# 甲酰苯胺
甲酰苯胺是一种有机化合物，化学式为C6H5N(H)CHO。外观为无色液体。甲酰苯胺可用于橡胶产品的添加剂，也是常见的合成中间体，如用于嘧菌胺的合成。甲酰苯胺脱水后可得苯胩。